# Crkva sv. Nikole, North Side, Pittsburgh
Crkva Sv. Nikole na North Side-u je crkva u Pittsburghu, Pennsylvania. 2000-ih bila je jedina preostala crkva u Pittsburghu, u kojoj se jos služila misa na hrvatskom jeziku.
Sagrađena je 1900. godine u pitsburškom predjelu North Side. Nalazi se na adresi na 1326 East Ohio Street (PA Route 28).
2006. je zatvorena.

## Vanjske poveznice
- Povijest  Arhivirana inačica izvorne stranice od 9. lipnja 2007. (Wayback Machine)
- Amerikanci žele srušiti "simbol Hrvata u Pittsburghu"  Arhivirana inačica izvorne stranice od 28. rujna 2007. (Wayback Machine)